# Marcelle Delpastre
 (juin 2023).
Si vous disposez d'ouvrages ou d'articles de référence ou si vous connaissez des sites web de qualité traitant du thème abordé ici, merci de compléter l'article en donnant les références utiles à sa vérifiabilité et en les liant à la section « Notes et références ».
Marcelle Delpastre (en occitan Marcela Delpastre), née le 2 septembre 1925 à Germont sur la commune de Chamberet en Corrèze et morte le 6 février 1998 à Germont, est une poète limousine de langue occitane et française.

## Biographie
Marcelle Delpastre est née à Germont sur la commune de Chamberet (Corrèze). Fille, petite-fille, arrière-petite-fille de paysans limousins, elle grandit au cœur de la civilisation paysanne. Chez elle, Marcelle Delpastre entend et apprend deux langues, l'occitan (qu'elle parle avec sa mère) et le français (qu'elle parle avec son père) . Elle est écolière à Surdoux puis à Saint-Léonard-de-Noblat en Haute-Vienne avant d'entrer au collège de Brive-la-Gaillarde où elle obtient le baccalauréat philosophie-littérature. Elle fait ensuite un passage à l'école des arts décoratifs de Limoges durant une année scolaire. Elle se passionne alors pour les formes humaines (les visages, les courbes féminines…) et pour l'esthétique des choses en général.
En 1945, elle retourne vivre dans la ferme familiale de Germont où elle sera paysanne tout le restant de sa vie. Tout en travaillant, qu'elle soit occupée à traire les vaches ou à conduire le tracteur, elle ne cesse de réfléchir à des sujets de poésie, à des vers, à des rimes. La poésie l'accompagne toute la journée et elle garde dans sa poche un carnet sur lequel elle note les vers et les idées qui lui viennent à l'esprit, idées qu'elle retravaille ensuite pendant la nuit.
À la fin des années 1940 et au début des années 1950, alors que ses cahiers de poèmes et de notes commencent à s'entasser, Marcelle Delpastre envoie des textes à quelques revues et anthologies de poésie, ce à quoi l'y encourageaient depuis longtemps plusieurs de ses correspondances littéraires. De petites publications en petites participations, elle se fait peu à peu connaître et apprécier du milieu littéraire limousin.
Au début des années 1960, Marcelle Delpastre constate avec douleur la mort de son petit village de Germont et avec lui de la société paysanne pourtant millénaire en Limousin. Les tracteurs remplacent les bœufs, les machines remplacent les outils et la main de l'homme, la télévision remplace les veillées par lesquelles la tradition orale se transmettait… C'est à ce moment que « la Marcela » (comme l'appellent ses amis en occitan, prononcé lo Marcélo) commence à s'intéresser aux contes, proverbes et traditions de son pays limousin. Elle fait à cette époque la rencontre de Robert Joudoux (de la revue régionaliste Lemouzi à Tulle) et de Jean Mouzat (auteur occitan limousin) ; elle commence, à partir de 1963, une collaboration avec la revue Lemouzi.

C'est dans cette revue qu'est publiée sa première œuvre en occitan, le poème intitulé La lenga que tant me platz (« La langue qui tant me plaît ») : 

« E si m’aproisme a la senta taula, voldria ‘na òstia de pan de blat —per comuniar tot per lo còp emb lo bon Dieu e emb la terra— ensemble belament ‘semblats –coma l’alen a la saba daus blats—dins la lenga que tant me platz. »

(Et si je m'approche de la sainte table, je voudrais une hostie de pain de blé-pour communier en même temps avec le bon dieu et avec la terre-ensemble tout à fait assemblés-comme le souffle et la sève des blés-dans la langue qui tant me plaît) 
À partir de ce moment, elle décide d'écrire en occitan limousin, depuis le Limousin et sur le Limousin. Au milieu des années 1960, elle se met à collecter et à réécrire des contes traditionnels limousins. Le premier recueil est publié en 1970 sous le titre Los contes dau Pueg Gerjant (Les Contes du Mont Gargan), encore aujourd'hui souvent réédités dans des recueils de contes français. Parallèlement à cela, elle commence à faire œuvre d'ethnologue de son pays avec Le Tombeau des ancêtres : Coutumes et croyances autour des fêtes religieuses et des cultes locaux.
Si elle n'était pas une « grenouille de bénitier », Marcelle Delpastre avait cependant une très forte foi en Dieu tout en acceptant, comme la plupart des Limousins, différentes traditions païennes propres à ce pays. En 1968 est publié La vinha dins l'òrt, poème primé au concours Jaufré Rudel. Sa version française (La Vigne dans le jardin) sera mise en théâtre en 1969 par la troupe de Radio-Limoges, troupe qui montera dans les années 1970 d'autres textes de Delpastre (L'Homme éclaté, La Marche à l'étoile). Elle continue d'écrire des poèmes et seulement quelques-uns d'entre eux sont publiés à l'époque dans les revues Lemouzi, Traces, Poésie 1, Vent Terral ou encore Oc.
En 1974 Los Saumes pagans (Psaumes païens) sortent dans la collection Messatges de l'Institut d'Estudis Occitans. C'est ce recueil de poèmes qui la fait véritablement connaître de tout le milieu littéraire occitan. Dans Le Bourgeois et le Paysan, Delpastre continue d'étudier les coutumes, les croyances et la tradition orale du Limousin, cette fois sur le thème du feu. Plus tard ce sera le tour des bêtes sauvages et domestiques d'être à l'honneur dans son Bestiari lemosin, Bestiaire limousin naviguant entre réalité et mythologie.
Dans les années 1970, Marcelle Delpastre fait deux rencontres importantes, celle de Michel Chadeuil et celle de Jan dau Melhau, deux jeunes auteurs en langue limousine. Elle participera régulièrement à leur revue Lo Leberaubre dont le titre est une contraction de leberon (loup-garou) et aubre (arbre), et qui se donne pour mission en sous-titre de balhar de las raiç au leberon e far corre l’aubre la nuech, c’est-à-dire de donner des racines au loup-garou et de faire courir l'arbre la nuit. Delpastre commence à être connue des Limousins pour ses interventions et ses entrevues dans la presse locale (Limousin Magazine, La Montagne, L'Écho du Centre, Le Populaire du Centre…) et aussi de tous les occitanistes grâce aux revues Oc, Occitans et surtout Connaissance des Pays d'Oc (par la plume d'Yves Rouquette).
À la mort de ses parents en 1987, Marcelle Delpastre, âgée de 62 ans et qui a toujours travaillé comme simple « aide familiale agricole », hérite de la ferme alors qu'elle a l'âge de la retraite.
Dans ses dernières années, Marcelle Delpastre a beaucoup travaillé en compagnie de son ami Jan dau Melhau pour faire sortir de la poussière des centaines de textes inédits. Dans les années 1990, les éditions Payot publient les versions françaises de plusieurs de ses textes en prose et Bernard Pivot l'invite dans son émission Bouillon de Culture. C'est à cette occasion qu'elle se rend pour la première fois de sa vie à Paris. Trébuchant sans raison sur un trottoir, elle ressent alors les premiers signes de la maladie qui allait l' handicaper pour la fin de sa vie.
Atteinte de la maladie de Charcot, Marcelle Delpastre meurt le 6 février 1998 dans sa ferme de Germont où elle est née, où elle a toujours vécu, travaillé et écrit.

## Postérité

### Édition de l'œuvre
Jan dau Melhau, son légataire universel, a édité tout l'œuvre de Delpastre aux éditions Lo chamin de Sent Jaume,. 
Les manuscrits de Marcelle Delpastre appartiennent à la Ville de Limoges, ils sont conservés à la médiathèque municipale de Limoges et consultables sur demande motivée.

### Réception critique et publique
Poète, conteuse, romancière et ethnologue, Marcelle Delpastre est parfois citée comme l'un des dix plus grands écrivains occitans du XXe siècle (au côté de Joan Bodon, Bernard Manciet, René Nelli ou encore Max Rouquette). Elle est lue et étudiée par les jeunes occitanistes et a figuré plusieurs fois au programme du CAPES d'occitan. 
Des articles et numéros de revues lui sont régulièrement consacrés dans les publications occitanistes. 
Malgré de nombreux hommages, spectacles et expositions depuis sa mort en 1998, son œuvre poétique, occitane et française, reste assez méconnue en Limousin. Les quatre premiers volumes de ses mémoires, publiés en français par Payot, y ont en revanche connu un beau succès à leur parution, comme dans d'autres régions de France.
De nombreux contes limousins, recueillis et réecrits par Marcelle Delpastre, ont été diffusés auprès du grand public, notamment par France Loisirs, sans que ce lectorat ait forcément toujours identifié qu'elle en était la collecteuse.

### Monuments et hommages
Une sculpture en bronze de Marc Petit, inspirée de son œuvre, lui rend hommage dans un jardin public d'Aixe-sur-Vienne près de Limoges, depuis 2001.
Il existe sur la commune de Chamberet, autour du Puy des Fayes, près du village de Germont où elle vivait, un petit parcours consacré à Marcelle Delpastre, avec des points d'arrêt aux endroits et panoramas qui ont eu une grande importance dans sa vie et une influence sur son œuvre.
Une rue porte son nom à La Villedieu (Creuse).

## Œuvres
- 1956 : quelques nouvelles dans la revue Réalités secrètes (René Rougerie, Limoges)
- 1957 : chroniques dans Le Courrier du Centre
- 1963-1971 : articles pour la Société d’ethnographie du Limousin et de la Marche (Limoges)
- 1964 : La lenga que tant me platz (Lemouzi, Tulle)
- 1965 : Lo Rossinhòu e l’Eglantina (Lemouzi, Tulle)
- 1967 : La vinha dins l’òrt (Escòla Jaufre Rudel)
- 1968 : Lo Chamin de terra (Lemouzi, Tulle)
- 1970 : La Terre douce (revue Traces)
- 1970 : Los Contes dau Pueg Gerjant (Lemouzi no 33, Tulle)
- 1974 : Saumes pagans (I.E.O.-Novelum)
- 1974 : Figuras d’en quauqu’un temps e Proverbis lemosins (Lemouzi no 50, Tulle)
- 1975-1998 : collaborations à la revue Lo Leberaubre
- 1978 : Lo conte de Vira-Boton (Lemouzi no 66, Tulle)
- 1982 : Setz-vos sortier? (Sorcellerie et magie en Limousin) (Lemouzi, Tulle)
- 1983 : Lo sang de las peiras (Lo Leberaubre) ; 2016, traduction par Nicole Peyrafitte & Pierre Joris, The Blood of the Stone, Mindmade Books Los Angeles
- 1983 : Poète et paysanne (revue Traces)
- 1985 : Louanges pour la femme (revue Friches)
- 1987 : Natanael jos lo figier (éd. Lo Chamin de Sent Jaume, Meuzac)
- 1988 : L’òrt / Le jardin sous la lune (éd. Lo Chamin de Sent Jaume, Meuzac)
- 1988 : Le Paysan, l’arbre et la vigne (Lemouzi, Tulle)
- 1989 : Le Passage / La trauchada (éd. Lo Chamin de Sent Jaume, Meuzac)
- 1990 : L’Histoire dérisoire, Marguerite dans le miroir, La fille assise (Fédérop, Mussidan)
- 1991 : Lo Cocotin de l’argfuelh / La Petite baie du houx (éd. Lo Chamin de Sent Jaume, Meuzac)
- 1993 : Les Chemins creux : une enfance limousine (Payot, Paris ; rééd. « Pocket » Presses de la Cité, 1998)
- 1993 : L’Automne sur la mer (Les Amis de la Poésie, Bergerac)
- 1994 : Derrière les murs : les années de pension (Payot, Paris)
- 1994 : Requiem pour un pendu (Les Amis de la Poésie, Bergerac)
- 1995 : Proses pour l’après-midi (Payot, Paris)
- 1996 : Las vias priondas de la memòria, tome 1 des Mémoires (L’Ostal del Libre, Aurillac)
- 1997 : Paraulas per questa terra, 5 volumes (éd. Lo Chamin de Sent Jaume, Meuzac)
- 1997 : Cinq heures du soir. Proses pour l’après-midi, tome 2 (Payot, Paris)
- 1997 : Le Tombeau des ancêtres (Payot, Paris ; rééd. éd. Lo Chamin de Sent Jaume, Meuzac, 2014)
- 1998 : Le Jeu de patience (Payot, Paris)
- 1999 : Saumes pagans (éd. Lo Chamin de Sent Jaume, Meuzac)
- 1999 : Poèmes dramatiques, 3 volumes (éd. Lo Chamin de Sent Jaume, Meuzac)
- 2000 : Le Bourgeois et le Paysan, les contes du feu (Payot, Paris)
- 2000 : Poésie modale, 3 volumes (éd. Lo Chamin de Sent Jaume, Meuzac)
- 2001 : Le Testament de l’eau douce (Fédérop, Gardonne)
- 2001 : Les Petits Recueils (éd. Lo Chamin de Sent Jaume, Meuzac)
- 2001 : D’una lenga l’autra (éd. Lo Chamin de Sent Jaume, Meuzac)
- 2001 : Ballades (éd. Lo Chamin de Sent Jaume, Meuzac)
- 2002 : Le Chasseur d’ombres : et autres psaumes. 1960-1969 (éd. Lo Chamin de Sent Jaume, Meuzac)
- 2002 : L’Araignée et la rose : et autres psaumes. 1969-1986 (éd. Lo Chamin de Sent Jaume, Meuzac)
- 2003 : Bestiari lemosin (éd. Lo Chamin de Sent Jaume, Meuzac)
- 2004 : Mémoires, édition intégrale (éd. Lo Chamin de Sent Jaume, Meuzac)
- 2005 : Des trois passages en Limousin (éd. Lo Chamin de Sent Jaume, Meuzac)
- 2006 : Éléments d'un bestiaire (éd. Lo Chamin de Sent Jaume, Meuzac)
- 2010 : Lo Libre de l'erba e daus aubres (éd. Lo Chamin de Sent Jaume, Meuzac)
- 2013 : Petites chroniques de Germont (éd. Lo Chamin de Sent Jaume, Meuzac)
- 2013 : De la tradition (éd. Lo Chamin de Sent Jaume, Meuzac)
- 2014 : Autour du Courrier du Centre : Chroniques des années 1950 (éd. Lo Chamin de Sent Jaume, Meuzac)
- 2014 : Le Rosier pourpre et autres nouvelles (éd. Lo Chamin de Sent Jaume, Meuzac)